# Уховецька волость
Уховецька волость — історична адміністративно-територіальна одиниця Ковельського повіту Волинської губернії Російської імперії. Волосний центр — село Уховецьк.
Станом на 1885 рік складалася з 10 поселень, 8 сільських громад. Населення — 4937 осіб (2408 чоловічої статі та 2529 — жіночої), 719 дворових господарств.
|                     | Площа, десятин | У тому числі орної, дес. |
| ------------------- | -------------- | ------------------------ |
| Сільських громад    | 12965          | 5559                     |
| Приватної власності | 4420           | 1142                     |
| Казенної власності  | 5312           | 32                       |
| Іншої власності     | 324            | 143                      |
| Загалом             | 23021          | 8511                     |

Основні поселення волості:
- Уховецьк — колишнє власницьке село при озері Ухо за 18 верст від повітового міста, 800 осіб, 115 двори, православна церква, недіючий костел, школа, постоялий будинок.
- Білин — колишнє власницьке село при озері Біленське, 980 осіб, 165 дворів, православна церква, постоялий будинок.
- Грив'ятки — колишнє власницьке село, 234 особи, 33 двори, православна церква, 2 вітряних млина.
- Кричевичі — колишнє власницьке село, 796 осіб, 105 дворів, православна церква, постоялий будинок, 2 вітряних млина.
- Скулин — колишнє власницьке село при річці Прип'ять, 479 осіб, 58 дворів, православна церква, постоялий будинок.